# Downshire Hill
Downshire Hill ist eine Straße im Londoner Stadtteil Hampstead, Bezirk Camden. Die Straße ist seit jeher eine bevorzugte Wohnadresse, in der unter anderem der Künstler Dante Rossetti und die Schauspielerin Peggy Ashcroft sowie die Wissenschaftler J. D. Bernal und Peter Medawar residierten. Der Pink-Floyd-Schlagzeuger Nick Mason wuchs in Downshire Hill auf, nachdem seine Familie 1946 von Birmingham hierhergezogen war.

## Verlauf
Die Straße verläuft zwischen der A 502 (Rosslyn Hill) im Südwesten und der East Heath Road / South End Road im Nordosten. Die einzigen Abzweigungen sind der Keats Grove und die Willow Road. Während die Straße im Nordosten am Rande des Naturparks Hampstead Heath endet, wird sie in südwestlicher Richtung durch die Thurlow Road „fortgesetzt“.
Auf dem Gelände zwischen Downshire Hill und Keats Grove befindet sich die St. John’s Church Downshire Hill.

## Geschichte
Die Straße wurde zu Beginn des 19. Jahrhunderts angelegt und ist wahrscheinlich nach dem ersten Marquess of Downshire, Wills Hill (1718–1793) benannt.

## Bekannte Anwohner

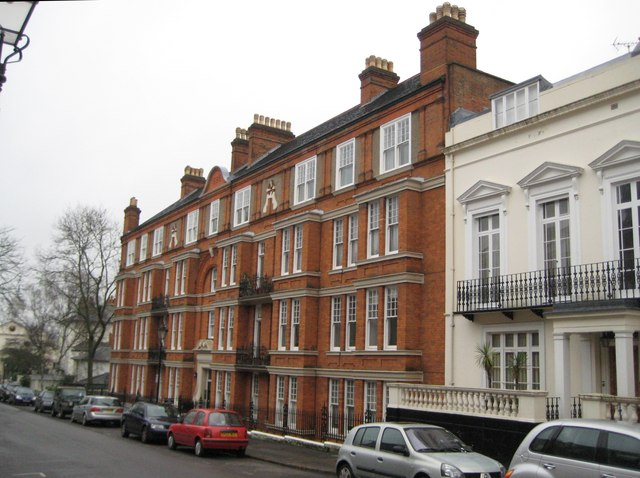
Hampstead Hill Mansions

Während des Ersten Weltkrieges wohnten die Literaten Constance, Edward und David Garnett in dem Haus Nummer 6.
In den 1930er Jahren lebte zunächst der schottische Schriftsteller Edwin Muir und anschließend der zweifache Wimbledon-Finalist Bunny Austin unter der Nummer 7.
Um die Jahrhundertwende teilten sich der Schauspieler Edward Gordon Craig und der Komponist Martin Shaw das Haus Nummer 8.
Im Haus Nummer 11 wurde die Autorin Sylvia Dryhurst geboren. Nach ihrer Hochzeit mit dem Schriftsteller Robert Lynd bezog das Paar das benachbarte Gebäude Nummer 14 und lebte dort bis 1918.
Im Gebäude Nummer 21 wohnte der Künstler Roland Penrose und unter Nummer 25 der Biologe Peter Medawar. Im selben Haus hatte im vorherigen Jahrhundert bereits der Maler John Constable kurzfristig logiert.
Unter Nummer 35 lebte in den späten 1930er Jahren der Physiker John Desmond Bernal und im benachbarten Haus Nummer 37 etwa zur selben Zeit die Schauspielerin Flora Robson.
Das unter Nummer 47 gelegene Regency House befand sich von 1914 an in Besitz der Familie Carline. Im September 1938 wurde es von dem in Stuttgart geborenen Rechtsanwalt Fred Uhlman und seiner aus wohlhabenden Verhältnissen stammenden Frau Diana Croft erworben.
Zusammen mit anderen aus Deutschland immigrierten Personen gründeten sie bald darauf das Artists’ Refugee Committee (ARC), das seinen offiziellen Sitz unter der Nummer 47 hatte. Das ARC gewährte verfolgten Künstlern Unterschlupf. Einer von ihnen war der deutsche Dadaist John Heartfield. Ursprünglich war an eine Aufnahme für zwei Wochen gedacht, doch schließlich verbrachte er dort fünf Jahre.
Bald darauf bezog die Schriftstellerin Elizabeth Jenkins das Regency House und benannte ihre 2004 erschienenen Memoiren (The View from Downshire Hill) nach der Straße.
Erst die 1896 errichteten Hampstead Hill Mansions ermöglichten es, in der dortigen Gegend eine einzelne Wohnung zu beziehen. Die bekannteste Bewohnerin dieses Wohnkomplexes war Peggy Ashcroft, die dort 1946 vorübergehend eingezogen war. Im benachbarten Spring Cottage lebte für eine kurze Zeit der Dichter und Maler Dante Gabriel Rossetti mit seiner Frau Lizzie Siddal.